# Antonio Girfatti
Antonio Franco Girfatti (Sessa Aurunca, 19 luglio 1939 – Napoli, 1º settembre 2017) è stato un politico italiano.

## Biografia
Nato a Sessa Aurunca, della quale il padre Federico sarà sindaco dal 1960 al 1963, ebbe diversi trascorsi nell'imprenditoria (ricoprendo anche il ruolo di presidente della Camera di commercio di Caserta), rivestendo un importante ruolo nella costruzione di Baia Domizia, creò la Banca Massicana; da allora in poi si dedicò alla politica, e dopo le elezioni politiche del 2001 fu eletto deputato per Forza Italia.
Condannato in sede penale per diverse vicende, il 9 luglio 2015 gli è stato revocato il vitalizio insieme ad altri nove ex deputati e otto ex senatori. È deceduto a Napoli il 1º settembre 2017.

## Carriera politica
Esponente di Forza Italia, nel 1995 viene eletto consigliere regionale della Campania e poi nominato vice-presidente della Regione (con deleghe al Bilancio, ragioneria generale, finanza e tributi, demanio e patrimonio) nella giunta presieduta da Antonio Rastrelli, carica che mantiene fino al 1997.
Venne eletto senatore Forza Italia nel maggio 2001 e confermato anche in occasione delle elezioni politiche dell'aprile 2006.
Data la sua esclusione dalle liste al Senato del Popolo della libertà per le elezioni politiche del 2008, si allea ed entra nelle liste del Movimento per le Autonomie di Raffaele Lombardo, non risultando eletto.

## I procedimenti giudiziari
Arrestato due volte. La prima per peculato pluriaggravato e continuato per gli scandali della Banca Massicana di Sessa Aurunca. La seconda per associazione per delinquere, falso in bilancio e la bancarotta per il crac di due società. Nel gennaio 2006 è stato condannato a 5 anni nel processo per peculato riguardante i tassi maggiorati praticati dalla Banca Massicana di Sessa Aurunca all'ex Usl casertana di Vairano Patenora.
Oltre a Girfatti, figuravano fra gli imputati anche l'esponente DC Dante Cappello (due anni), Angelo Libertino (2 anni), Vincenzo Mastrangelo (3 anni e 6 mesi) e il fratello del parlamentare Vittorio Girfatti, quest'ultimo assolto insieme a Pietro Rossi.